# Eleições parlamentares na Ossétia do Sul em 2009
As eleições parlamentares ossetas de 2009 ocorreram em 31 de maio.

## Resultados
| Partido Comunista           | 22,25 | 8  |
| Unidade                     | 46,38 | 17 |
| Partido do Povo             | 22,58 | 9  |
| „Fydybæstæ“ (Pátria)        | 6,37  | -  |
| Total                       | 100%  | 34 |
| Fonte:(em russo) cik.ruo.su |       |    |